# نيك آدامز
نيك آدامز (بالإنجليزية: Nick Adams)‏ هو سائق سباق بريطاني، ولد في 7 أغسطس 1948 في Braunton ‏ في المملكة المتحدة.